# Иван Проворов
Иван Владимирович Проворов (рус. Иван Владимирович Проворов — Јарослављ, 13. јануар 1997) професионални је руски хокејаш на леду који игра на позицијама одбрамбеног играча.
Члан је сениорске репрезентације Русије за коју је на међународној сцени дебитовао на светском првенству 2017. године.  
Проворов је учествовао на улазном драфту НХЛ лиге 2015. године где је изабран у првој рунди као 7. пик од стране екипе Филаделфија флајерси. Већ наредне године са успехом је прошао летњи тренинг камп Флајерса и изборио се за место у старној постави екипе. У дебитантској НХЛ сетони (сезона 2016/17) одиграо је 82 утакмице и остварио учинак од 30 индексних поена.